# Liste der geschützten Landschaftsbestandteile im Kreis Gütersloh
Die Liste der geschützten Landschaftsbestandteile im Kreis Gütersloh führt die geschützten Landschaftsbestandteile im Kreis Gütersloh in Nordrhein-Westfalen auf.

## Geschützte Landschaftsbestandteile

### Landschaftsplan Sennelandschaft
Im Landschaftsplan „Sennelandschaft“ wurden die folgenden geschützten Landschaftsbestandteile festgesetzt:
| Bild           | Nummer | Bezeichnung | Gemeinde                       | Gemarkung, Lage                                | Größe        | Bemerkung |
| -------------- | ------ | --- | ------------------------------ | ---------------------------------------------- | ------------ | --------- |
|                | 1      | Hasselbach bei Hof Lükewille | Verl                           | Sende 51° 55′ 12″ N, 8° 30′ 52″ O              | ca. 0,9 ha   |           |
|                | 2      | Birken-Erlenbruchkomplex im Hosandeich westlich Hof Piepenbrock                                                                            | Verl                           | Sende 51° 55′ 15″ N, 8° 31′ 45″ O              | ca. 2,3 ha   |           |
|                | 3      | Dalkebach mit uferbegleitenden Laubwäldern und Ufergehölzen zwischen der BAB A 2 und der Kreisgrenze nach Bielefeld                        | Verl                           | Sende                                          | ca. 9,0 ha   |           |
|                | 4      | Laubwäldchen an der Bleichestraße nordwestlich Hof Brechmann                                                                               | Verl                           | Sende 51° 55′ 2″ N, 8° 31′ 44″ O               | ca. 1,50 ha  |           |
|                | 5      | Linenwiese zwischen Feldkrug und Fichtenteich                                                                                              | Verl                           | Sende 51° 54′ 42″ N, 8° 31′ 18″ O              | ca. 1,20 ha  |           |
|                | 6      | Menkebach mit Ufergehölzen östlich Rüschenweg und Siedlung „Am Menebach“                                                                   | Verl, Schloß Holte-Stukenbrock | Sende, Schloß Holte 51° 55′ 0″ N, 8° 32′ 20″ O | ca. 6,40 ha  |           |
|                | 7      | Strothbach mit Ufergehölzen südlich Hof Wullenkord                                                                                         | Schloß Holte-Stukenbrock       | Schloß Holte                                   | ca. 1,4 ha   |           |
|                | 8      | Laubmischwald und Feuchtwiesenomplex an der „Alten Paderborner Landstraße“ westlich Hof Balsfulland                                        | Schloß Holte-Stukenbrock       | Schloß Holte                                   | ca. 4,4 ha   |           |
|                | 9      | Laubwäldchen an der Sender Straße an der Einmündung zum Buschweg                                                                           | Schloß Holte-Stukenbrock       | Schloß Holte                                   | ca. 0,15 ha  |           |
|                | 10     | Landerbach mit Ufergehölzen und Uferwällen                                                                                                 | Verl, Schloß Holte-Stukenbrock | Sende, Schloß Holte                            | ca. 13,50 ha |           |
|                | 11     | Baumreihe im Sieges Land | Verl                           | Sende                                          | ca. 0,30 ha  |           |
|                | 12     | Feuchtwiese im Holter Wald zwischen Lehmkuhlstraße und Reitwiese                                                                           | Verl                           | Sende                                          | ca. 0,80 ha  |           |
|                | 13     | Bruchwäldchen am Nordwestrand des Holter Waldes südwestlich Hof Kamertöns                                                                  | Verl                           | Sende                                          | ca. 0,80 ha  |           |
|                | 14     | Oelbach mit Ufergehölzen zwischen westlicher Plangebietsgrenze und der Straße „Am Schloß“                                                  | Verl, Schloß Holte-Stukenbrock | Verl, Sende, Schloß Holte                      | ca. 12,5 ha  |           |
|                | 15     | Baumgruppen und Baumreihe am Hof Helfthewes, Stadtweg                                                                                      | Schloß Holte-Stukenbrock       | Schloß Holte                                   | ca. 0,36 ha  |           |
|                | 16     | Eichenbestand am Hof Brock und der Hofzufahrt an der Sender Straße                                                                         | Schloß Holte-Stukenbrock       | Schloß Holte                                   | ca. 0,20 ha  |           |
|                | 17     | Baumreihe und Kiefernwäldchen am Landweg                                                                                                   | Schloß Holte-Stukenbrock       | Schloß Holte                                   | 1,20 ha      |           |
|                | 18     | Eichen-Buchenwäldchen am Stadtweg | Schloß Holte-Stukenbrock       | Schloß Holte                                   | ca. 0,12 ha  |           |
|                | 19     | Baumbestand an der Gaststätte am Ebbinghausweg                                                                                             | Schloß Holte-Stukenbrock       | Schloß Holte                                   | ca. 0,19 ha  |           |
|                | 20     | Baumbestand am Gewässer zwischen Stadtweg und Ebbinghausweg                                                                                | Schloß Holte-Stukenbrock       | Schloß Holte                                   | ca. 0,65 ha  |           |
|                | 21     | Hofeichen am Hof Lükewille und Hecke zwischen Stadtweg und Gewerbegebiet                                                                   | Schloß Holte-Stukenbrock       | Schloß Holte                                   | ca. 0,46 ha  |           |
|                | 22     | Naßwiese nördlich des Menkebaches im Bereich der 220 kV-Leitung                                                                            | Schloß Holte-Stukenbrock       | Schloß Holte                                   | ca. 1,20 ha  |           |
|                | 23     | Gehölzbestand am Hof Haupthoff, Flurstraße                                                                                                 | Schloß Holte-Stukenbrock       | Schloß Holte                                   | ca. 0,15 ha  |           |
|                | 24     | Feuchtgebiet am Menkebach zwischen A 33 und Grenzweg                                                                                       | Schloß Holte-Stukenbrock       | Schloß Holte                                   | ca. 2,00 ha  |           |
|                | 25     | Dünenwäldchen an der Flurstraße und Feuchtgebiet am Menkebach südlich der A 33                                                             | Schloß Holte-Stukenbrock       | Schloß Holte                                   | ca. 2,50 ha  |           |
|                | 26     | Menkebachtal südlich der Siedlung Schlinghof zwischen A 33 und Kreisgrenze                                                                 | Schloß Holte-Stukenbrock       | Schloß Holte                                   | ca. 3,30 ha  |           |
|                | 27     | Dalbker Quellhorizont an der nördlichen Kreisgrenze                                                                                        | Schloß Holte-Stukenbrock       | Stukenbrock 51° 55′ 42″ N, 8° 37′ 25″ O        | ca. 1,10 ha  |           |
|                | 28     | Landerbach mit Ufergehölz und bachbegleitendem Laub-Nadelmischwald zwischen Oerlinghauser Straße und der L 751 neu                         | Schloß Holte-Stukenbrock       | Schloß Holte                                   | ca. 1,4 ha   |           |
|                | 29     | Gebiet zwischen Hof Eikenbusch und Paul-Keller-Weg                                                                                         | Schloß Holte-Stukenbrock       | Schloß Holte, Stukenbrock                      | ca. 6,30 ha  |           |
|                | 30     | Bruchwald am Oberlauf des Knochenaches zwischen Welschmeier und L 756                                                                      | Schloß Holte-Stukenbrock       | Stukenbrock                                    | ca. 2,80 ha  |           |
|                | 31     | Erlend Birkenbrüche im Knohenbachquellgebiet an der nördlichen Kreisgrenze                                                                 | Schloß Holte-Stukenbrock       | Stukenbrock                                    | ca. 1,85 ha  |           |
|                | 32     | Bruchwald nordwestlich des Naturschutzgebietes Kipshagener Teiche                                                                          | Schloß Holte-Stukenbrock       | Stukenbrock                                    | ca. 2,00 ha  |           |
|                | 34     | Wiesentälchen mit bewaldeten Düenkuppen westlich der Oststraße                                                                             | Verl                           | Liemke                                         | ca. 3,60 ha  |           |
|                | 35     | Rodenbach zwischen Oststraße und Gewerbegebiet östlich Tenge-Rietberg-Straße                                                               | Schloß Holte-Stukenbrock, Verl | Liemke, Schloß Holte                           | ca. 8,50 ha  |           |
|                | 36     | Wapeltal mit Wehrbachtal zwischen der westlichen Plangebietsgrenze und westlich des Weges „Am Stallfeld“                                   | Verl, Schloß Holte-Stukenbrock | Liemke, Schloß Holte, Stukenbrock              | ca. 34,63 ha |           |
|                | 37     | Laubgehölzbestände im Gebiet Liemke zwischen Kaunitzer Straße im Norden, der Kreisgrenze im Süden und Osten und der Wiesenstraße im Westen | Schloß Holte-Stukenbrock       | Schloß Holte, Liemke, Oesterwiehe              |              |           |
|                | 38     | Eichenallee am Bütervenn | Schloß Holte-Stukenbrock       | Schloß Holte                                   | ca. 0,80 ha  |           |
|                | 39     | Sennebach mit Laubwald und Tümpel südlich Detmolder Straße                                                                                 | Schloß Holte-Stukenbrock       | Stukenbrock                                    | ca. 1,00 ha  |           |
|                | 40     | Mischbestand an der Langen Straße in der Rietberger Heide                                                                                  | Schloß Holte-Stukenbrock       | Stukenbrock                                    | ca. 1,80 ha  |           |
|                | 41     | Oelbachtal zwischen Hallenbad und L 756 | Schloß Holte-Stukenbrock       | Stukenbrock                                    | ca. 11,80 ha |           |
|                | 42     | Bruchwald am Hof Gauksterdt | Schloß Holte-Stukenbrock       | Stukenbrock                                    | ca. 1,00 ha  |           |
|                | 43     | Talabschnitt des Kirchbaches (Unterlauf des Westerholter Baches) zwischen nördlicher Kreisgrenze und Fischteichnlage am Kirchbach          | Schloß Holte-Stukenbrock       | Stukenbrock                                    | ca. 1,68 ha  |           |
|                | 44     | Kiefernwäldchen beiderseits der Scheibshofer Straße zwischen Stettiner und Speller Straße                                                  | Schloß Holte-Stukenbrock       | Stukenbrock                                    | ca. 3,00 ha  |           |
|                | 45     | Hecke östlich der Scheibshofer Straße | Schloß Holte-Stukenbrock       | Stukenbrock                                    | ca. 0,50 ha  |           |
|                | 46     | Kiefernwäldchen beiderseits der Scheibshofer Straße an der Einmündung in den Fienhofweg                                                    | Schloß Holte-Stukenbrock       | Stukenbrock                                    | ca. 1,60 ha  |           |
|                | 47     | Kiefernwäldchen westlich der Trappofstraße und beiderseits der Speller Straße                                                              | Schloß Holte-Stukenbrock       | Stukenbrock                                    | ca. 3,5 ha   |           |
|                | 48     | Kiefernwäldchen zwischen Mergelheide, Trapphofstraße und Fienhofweg                                                                        | Schloß Holte-Stukenbrock       | Stukenbrock                                    | ca. 4,70 ha  |           |
|                | 49     | Eichenwald am Hof Haberland | Schloß Holte-Stukenbrock       | Stukenbrock                                    | ca. 0,65 ha  |           |
|                | 50     | Laubmischwälder südlich und südöstlich Hof Haberland                                                                                       | Schloß Holte-Stukenbrock       | Stukenbrock                                    | ca. 4,88 ha  |           |
|                | 51     | Dünenwäldchen und Muldentälchen am Oberlauf des Rodenbaches an der Trapphofstraße nördlich der Fischteiche                                 | Schloß Holte-Stukenbrock       | Stukenbrock                                    | ca. 2,50 ha  |           |
|                | 52     | Trockental mit begleitendem Laubwald westlich Hof Bokelmeier                                                                               | Schloß Holte-Stukenbrock       | Stukenbrock                                    | ca. 1,50 ha  |           |
|                | 53     | Oelbach von der ehemaligen Papiermühle bis ca. 40 m östlich der Straße „Am Ottenhof“                                                       | Schloß Holte-Stukenbrock       | Stukenbrock                                    | ca. 5,00 ha  |           |
|                | 54     | Baumgruppe östlich der Hauptstraße | Schloß Holte-Stukenbrock       | Stukenbrock                                    | ca. 0,06 ha  |           |
|                | 55     | Baumgruppe südlich Augustdorfer Straße | Schloß Holte-Stukenbrock       | Stukenbrock                                    | ca. 0,06 ha  |           |
|                | 56     | Baumreihen nördlich Kuhkamp | Schloß Holte-Stukenbrock       | Stukenbrock                                    | ca. 0,20 ha  |           |
|                | 57     | Baumreihe östlich Kuhkamp | Schloß Holte-Stukenbrock       | Stukenbrock                                    | ca. 0,09 ha  |           |
|                | 58     | Baumreihe westlich Römerstraße Nr. 26 | Schloß Holte-Stukenbrock       | Stukenbrock                                    | ca. 0,08 ha  |           |
|                | 59     | Laubwald nordöstlich Hof Dorenkamp, Paderborner Straße (L 756)                                                                             | Schloß Holte-Stukenbrock       | Stukenbrock                                    | ca. 0,50 ha  |           |
|                | 60     | Laubwald ca. 400 m östlich Hof Doenkamp | Schloß Holte-Stukenbrock       | Stukenbrock                                    | ca. 1,50 ha  |           |
|                | 61     | Dünenwald zwischen Hof Brinkmann und Mittweg                                                                                               | Schloß Holte-Stukenbrock       | Stukenbrock                                    | ca. 1,90 ha  |           |
|                | 62     | Rahmketal nördlich Hoflage Westermeier bis Hof Lümmer                                                                                      | Schloß Holte-Stukenbrock       | Stukenbrock                                    | 7,60 ha      |           |
|                | 63     | Muldentälchen des Wehrbaches westlich und östlich des Tölkenweges                                                                          | Schloß Holte-Stukenbrock       | Stukenbrock                                    | 2,40 ha      |           |
|                | 64     | Quellregion des Wehrbachoberlaufes mit Ufergehölzen, Teich, Grünland und einem Laubwald mit Feuchtgebiet nördlich Hof Humann               | Schloß Holte-Stukenbrock       | Stukenbrock                                    | 4,70 ha      |           |
|                | 65     | Rahmketal zwischen den Hoflagen Lümmer und Welschof                                                                                        | Schloß Holte-Stukenbrock       | Stukenbrock                                    | ca. 2,00 ha  |           |
|                | 66     | Talabschnitt im Quellgebiet der Rahmke mit Laubwaldbeständen nordöstlich der Hoflage Welschof                                              | Schloß Holte-Stukenbrock       | Stukenbrock                                    | 1,10 ha      |           |
| weitere Bilder | 67     | Furlbachtal mit Randdünen zwischen Alter Poststraße und Mittweg                                                                            | Schloß Holte-Stukenbrock       | Stukenbrock 51° 52′ 33″ N, 8° 40′ 59″ O        | ca. 35,70 ha |           |
|                | 68     | Sandgrube „Am Furlbach/Ecke Mitteg“ | Schloß Holte-Stukenbrock       | Stukenbrock                                    | ca. 5,80 ha  |           |

### Landschaftsplan Gütersloh
Im Landschaftsplan „Gütersloh“ wurden die folgenden geschützten Landschaftsbestandteile festgesetzt:
| Bild | Nummer | Bezeichnung                    | Gemeinde  | Gemarkung, Lage               | Größe    | Bemerkung |
| ---- | ------ | ------------------------------ | --------- | ----------------------------- | -------- | --------- |
|      | 1      | Flugplatz                      | Gütersloh | Koordinaten fehlen! Hilf mit. | 15,37 ha |           |
|      | 2      | Brock                          | Gütersloh | Koordinaten fehlen! Hilf mit. | 12,04 ha |           |
|      | 3      | Lutter                         | Gütersloh | Koordinaten fehlen! Hilf mit. | 6,27 ha  |           |
|      | 4      | Krullsbach                     | Gütersloh | Koordinaten fehlen! Hilf mit. | 10,76 ha |           |
|      | 5      | Osnabrücker Landstraße         | Gütersloh | Koordinaten fehlen! Hilf mit. | 10,95 ha |           |
|      | 6      | Avenwedde                      | Gütersloh | Koordinaten fehlen! Hilf mit. | 26,75 ha |           |
|      | 7      | Strangmühle                    | Gütersloh | Koordinaten fehlen! Hilf mit. | 22,11 ha |           |
|      | 8      | Sundern                        | Gütersloh | Koordinaten fehlen! Hilf mit. | 6,02 ha  |           |
|      | 9      | Spexard                        | Gütersloh | Koordinaten fehlen! Hilf mit. | 10,31 ha |           |
|      | 10     | Dünenhügel am Pavenstädter Weg | Gütersloh | Koordinaten fehlen! Hilf mit. | 1,09 ha  |           |
|      | 11     | Dünenhügel Im Füchtei          | Gütersloh | Koordinaten fehlen! Hilf mit. | 1,94 ha  |           |
|      | 12     | Landwehr Ulmenweg              | Gütersloh | Koordinaten fehlen! Hilf mit. | 0,22 ha  |           |
|      | 13     | Landwehr Postdamm              | Gütersloh | Koordinaten fehlen! Hilf mit. | 0,2 ha   |           |
|      | 14     | Ebbesloh                       | Gütersloh | Koordinaten fehlen! Hilf mit. | 43,05 ha |           |
|      | 15     | Schillerweg                    | Gütersloh | Koordinaten fehlen! Hilf mit. | 5,41 ha  |           |
|      | 16     | Reiher- und Röhrbach           | Gütersloh | Koordinaten fehlen! Hilf mit. | 37,11 ha |           |
|      | 17     | Dalkeniederung                 | Gütersloh | Koordinaten fehlen! Hilf mit. | 10,66 ha |           |
|      | 18     | Hansmertenweg                  | Gütersloh | Koordinaten fehlen! Hilf mit. | 6,34 ha  |           |